# Cybook Orizon
Cybook Orizon är en portabel e-boksläsare med WiFi-anslutning tillverkad av det franska företaget Bookeen, den lanserades under hösten 2010. Till skillnad från flertalet läsplattor på marknaden använder Orizon inte E-ink till elektroniskt papper, utan en liknande teknik från SiPix. SiPix-skärmen ger precis som andra digitala pappersskärmar bra kontrast och läsbarhet även i direkt solljus.
Orizon är utrustad med multi-touch teknik och kan styras med fingrar direkt på skärmen.
Liksom många andra läsplattor kan Orizon anslutas till en dator via USB-kabel, och monteras då som ett vanligt USB-minne. Orizon har dessutom möjlighet att ladda ner e-böcker direkt från internet via WiFi. Även uppdateringar av enhetens mjukvara sköts via WiFi.
- Skärmstorlek: 6"
- Upplösning: 600 x 800 punkter och 167 dpi
- 16 gråskalor
- Mått: 189,8 x 125,7 x 7,6 mm
- Vikt: 245 g